# Roman Szczurenko
Roman Szczurenko (ukr. Роман Щуренко; ur. 14 września 1976) – ukraiński lekkoatleta, skoczek w dal.
Podczas wielu lat międzynarodowych startów osiągnął dwa wartościowe wyniki:
- brązowy medal na Igrzyskach Olimpijskich (Sydney 2000)
- 4. miejsce podczas Mistrzostw Europy w Lekkoatletyce (Monachium 2002)

## Rekordy życiowe
- skok w dal – 8,35 m (2000) – rekord Ukrainy
- skok w dal (hala) – 8,33 m (2002) – rekord Ukrainy